# Айдабел
Айдабел (англ. Idabel) — город в США, административный центр округа Мак-Кертен в штате Оклахома. Население — 7004 человек (2021).

## География
Айдабел расположен между реками Литл-Ривер и Ред-Ривер, в 34 километрах к западу от границы штатов Оклахома—Арканзас и в 64 километрах к востоку от города Хьюго. Согласно Бюро переписи населения США, город имеет площадь в 41 квадратный километр.

## Демография
| Год переписи                          | Нас. |       | %±     |
| ------------------------------------- | ---- | ----- | ------ |
| 1910                                  | 1493 |       | —      |
| 1920                                  | 3067 |       | 105,4% |
| 1930                                  | 2581 |       | −15,8% |
| 1940                                  | 3689 |       | 42,9%  |
| 1950                                  | 4671 |       | 26,6%  |
| 1960                                  | 4967 |       | 6,3%   |
| 1970                                  | 5946 |       | 19,7%  |
| 1980                                  | 7622 |       | 28,2%  |
| 1990                                  | 6957 |       | −8,7%  |
| 2000                                  | 7658 |       | 10,1%  |
| 2010                                  | 7010 |       | −8,5%  |
| 2020                                  | 6961 |       | −0,7%  |
| 2021                                  | 7004 | [ 4 ] | 0,6%   |
| 1910–2021 Десятилетняя перепись в США |      |       |        |

Согласно переписи населения 2020 года, в городе проживало 6961 человек в 2707 домохозяйствах в составе 1790 семей.
Расовый состав населения:
| - 46,39% — белые - 22,61% — афроамериканцы - 10,86% — коренные американцы - 0,46% — азиаты - 1,81% — тихоокеанские островитяне - 5,56% — лица других рас |

К двум и более расам принадлежало 12,31%. Доля испаноязычых/латиноамериканцев составила 10,37% населения.
К 2000 году плотность населения составляла 168,5 квадратных километров при 7658 человек, проживавших в 2735 домохозяйствах в составе 1785 семей. Было 3129 квартир (75,8 квадратных километров).
Возрастной диапазон населения: 34,4% — дети в возрасте до 18 лет, 39,6% — супружеские пары, 21,2% — имеют женщину-домохозяйку без мужа, 34,7% — не имеют семей. 31,6% всех домохозяйств состояли из отдельных лиц, 12,9% — живут в одиночестве в возрасте 65 лет и старше. Средний размер домохозяйства — 2,45 человека, семьи — 3,08 человека.
Средний доход на одно домохозяйство составил 20496 долларов США, а на одну семью — 24189 долларов. Средний доход мужчин составил 24182 долларов США, женщин —16958 долларов. Доход на душу населения составил 12241 долларов США. Около 28,7% семей и 31,3% населения находятся за чертой бедности, в том числе 42,5% детей в возрасте до 18 лет и 18,4% в возрасте 65 лет и старше.

## Известные уроженцы
- Контесс Вон (род. 1978) — американская актриса кино и телевидения и певица.